# Mexichthonius exoticus
Espèce
Mexichthonius exoticus est une espèce de pseudoscorpions de la famille des Chthoniidae.

## Distribution
Cette espèce est endémique du Texas aux États-Unis. Elle se rencontre dans la grotte Five Pocket Cave dans le comté de Travis.

## Description
Le mâle holotype mesure 1,03 mm.

## Publication originale
- Muchmore, 1996 : A third species of the genus Mexichthonius (Pseudoscorpionida, Chthoniidae), from a cave in Texas. Journal of Arachnology, vol. 24, no 2, p. 155-157 (texte intégral).